# Triagem

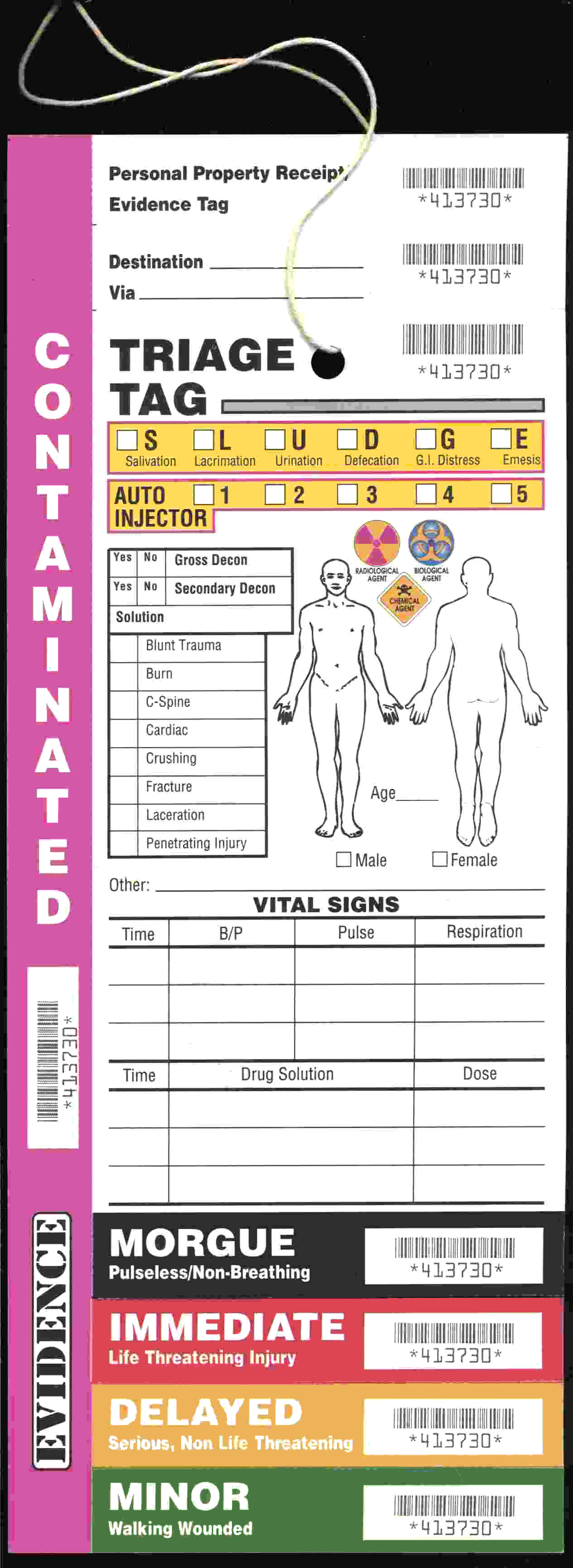
Etiqueta de triagem, com secções destacáveis para descontaminação e localização do paciente

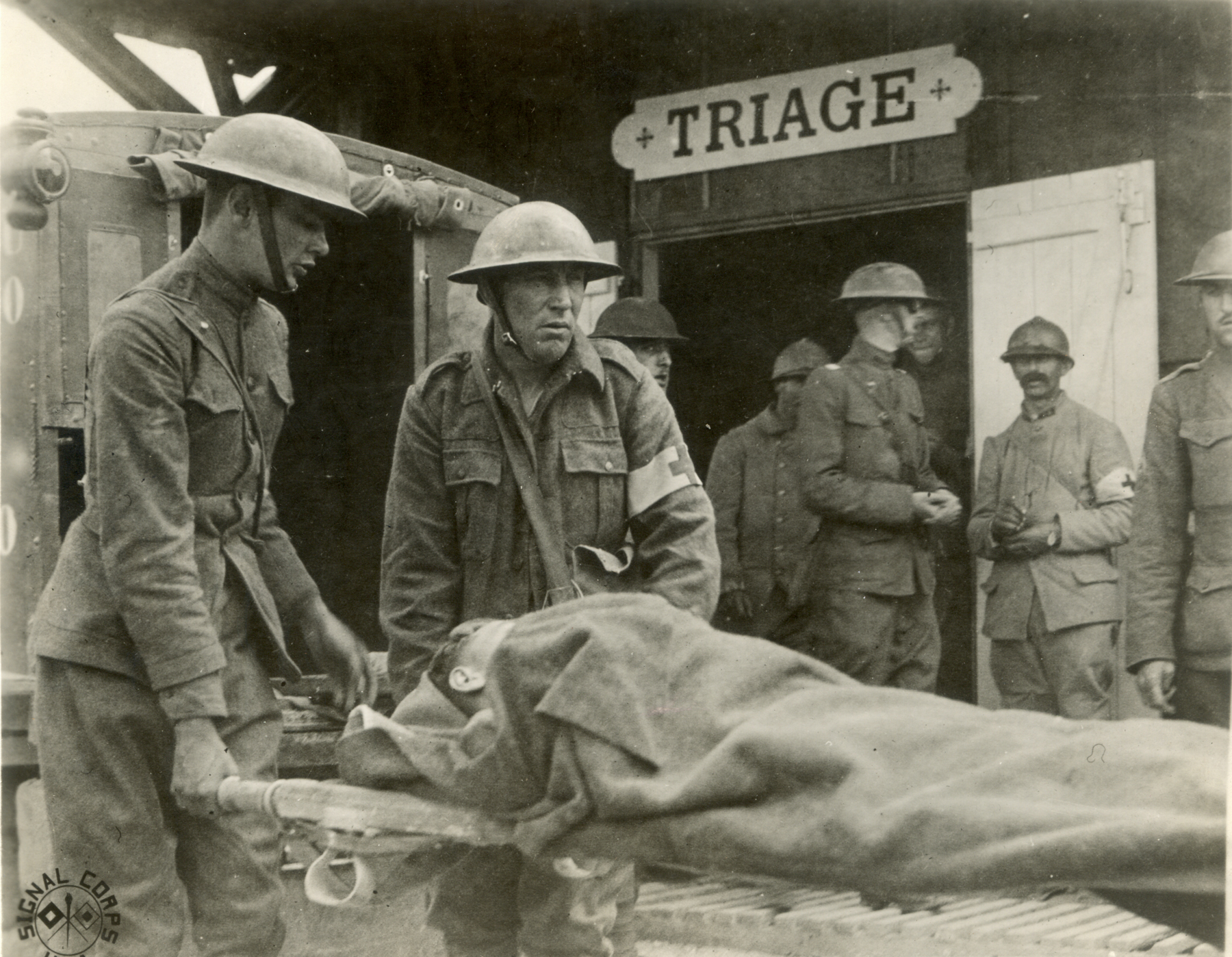
Estação de triagem, Suippes, França, I Guerra Mundial.

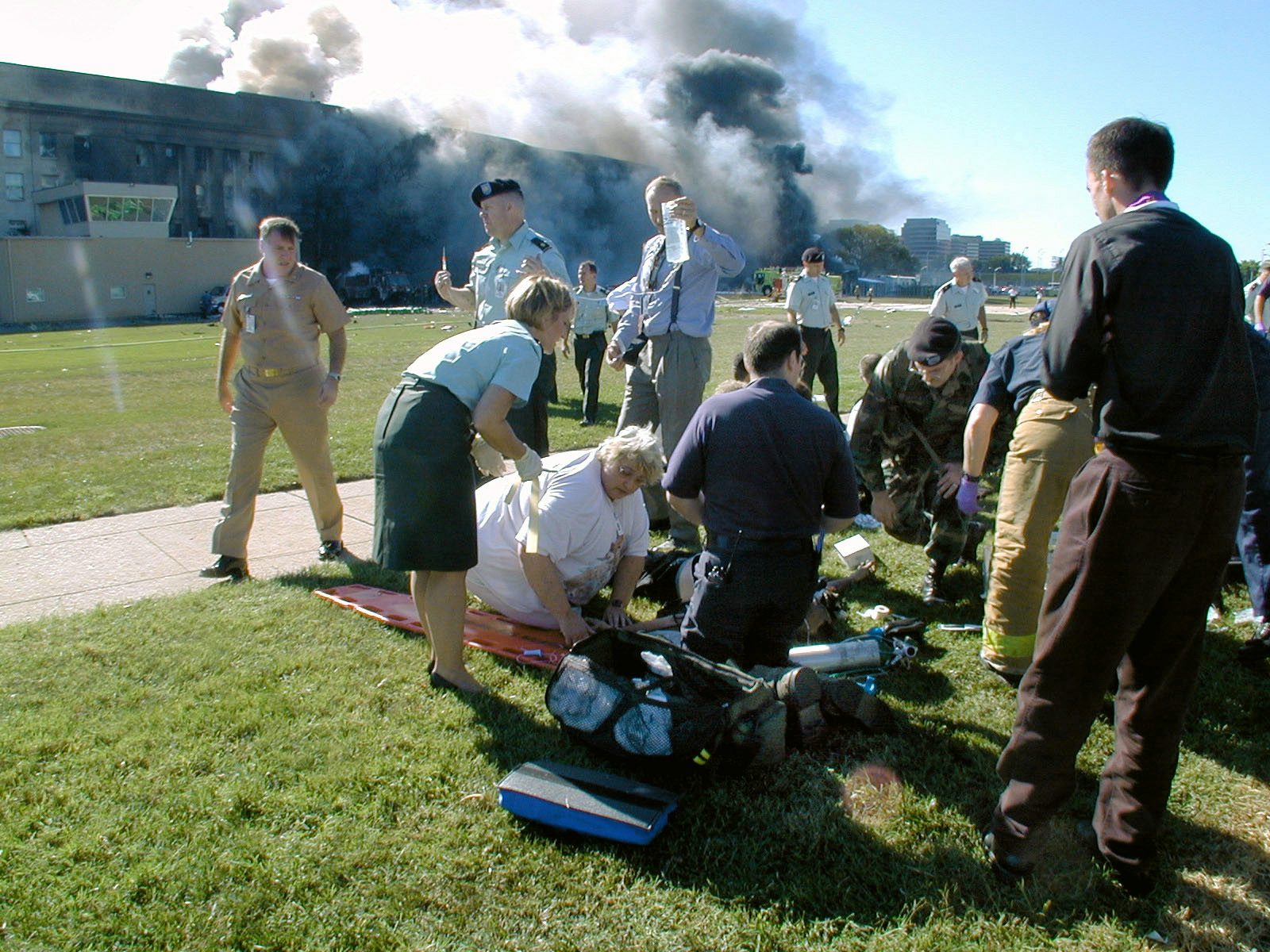
Apenas emergências com situações de vida ou de morte têm prioridade sobre os sistemas de triagem

Triagem é o processo pelo qual se determina a prioridade do tratamento de pacientes com base na gravidade do seu estado. Este processo raciona eficientemente os cuidados quando os recursos são insuficientes para tratar todos os pacientes de imediato. O termo tem origem no francês trier, que significa separar ou seleccionar. Existem dois tipos de triagem: simples e avançada. A triagem pode ter como objectivo determinar a ordem e prioridade dos cuidados de emergência, a ordem e prioridade do transporte de emergência ou ainda o destino do transporte do paciente.
A triagem pode também ser usada para pacientes que dão entrada nos serviços de urgência ou em sistemas telefónicos de aconselhamento médico, entre outros. Este artigo cobre o conceito de triagem aplicado nas emergências médicas, incluindo os cuidados pré-hospitalares, desastres e durante o tratamento nos departamentos de urgência.
A triagem teve origem na I Guerra Mundial por parte dos médicos franceses que prestavam cuidados de emergência nos hospitais de campanha perto das frentes de batalha. Muito se deve ao trabalho de Dominique Jean Larrey durante as Guerras Napoleónicas. Até muito recentemente, a triagem, quer fosse realizada por um paramédico ou outrem, era frequentemente baseada na intuição, em vez de responder por uma avaliação criteriosa e sistemática. Os responsáveis pela remoção dos feridos de um campo de batalha ou pelos cuidados médicos dividiam as vítimas em três categorias:
- Aqueles com probabilidade de viver, independentemente do tratamento recebido;
- Aqueles com probabilidade de morrer, independentemente do tratamento recebido;
- Aqueles para quem a atenção médica imediata poderá ter influência no prognóstico.[5]

Este modelo simplista pode ainda ser aplicado hoje em inúmeras situações de urgência, sobretudo quando apenas existem um ou dois paramédicos para vinte ou mais pacientes. Contudo, uma vez disponíveis os recursos materiais e humanos, os paramédicos optam pelo modelo de triagem adoptado pela sua unidade de saúde.
A abordagem moderna é mais científica. O prognóstico categorização da vítima é frequentemente o resultado de avaliações fisiológicas. Alguns modelos de triagem, como o START, fazem uso de dados, podendo até ser calculados com a ajuda de algoritmos. À medida que os conceitos de triagem se tornam mais sofisticados, a sua gestão é cada vez mais auxiliada pelo aparecimento de software e hardware para uso tanto no hospital como no terreno.

## Tipos de triagem

### Triagem simples
A triagem simples é habitualmente usada no local de um acidente ou num cenário de desastre com múltiplas vítimas, de forma a categorizar pacientes entre aqueles que precisam de atenção crítica e transporte imediato daqueles com lesões menos graves. Este passo pode ser iniciado antes mesmo do transporte estar disponível. A categorização de pacientes com base na gravidade das lesões pode ser apoiada pelo uso de etiquetas de triagem ou marcação com fita colorida.

#### Modelo S.T.A.R.T.
O modelo S.T.A.R.T. (do Inglês Simple Triage and Rapid Treatment, ou Triagem Simples e Tratamento Rápido) é um sistema de triagem simples que pode ser executado em situações de emergência por leigos ou pessoal com pouca formação médica. Não se destina, contudo, à supervisão ou instrução de pessoal ou técnicas médica. O modelo foi desenvolvido no Hospital Hoag em Newport Beach. Desde 2003, faz parte da formação dos serviços de protecção civil da Califórnia em caso de terramotos e, embora fora do seu âmbito inicial, já foi aplicado com sucesso em acidentes com múltiplas vítimas como descarrilamentos de comboios e acidentes com autocarros.
A triagem separa as vítimas em quatro grupos:
- Aqueles a quem não há auxílio possível;
- Os feridos que necessitem de transporte imediato;
- Os feridos cujo transporte possa ser adiado;
- Aqueles com ferimentos ligeiros, que não necessitem de cuidados urgentes.

### Triagem avançada
Na triagem avançada, os médicos podem decidir que determinados pacientes com lesões muito graves não devem receber tratamento avançado porque é improvável a sua sobrevivência. Os recursos devem assim ser orientados para pacientes com lesões menos graves. Uma vez que o tratamento é intencionalmente retirado de determinados pacientes, a triagem avançada tem implicações éticas. É usada para desviar recursos de pacientes com poucas hipóteses de sobrevivência de forma a aumentar a possibilidade de outros que seja mais provável sobreviverem.
Na Europa Ocidental, o critério usado para a inclusão de um paciente nesta categoria é uma pontuação traumática fixa ou abaixo de 3. Isto pode ser determinado através da Pontuação de Trauma Revista, um sistema de avaliação médica integrado em algumas etiquetas de triagem.
Outro exemplo de um sistema de avaliação médica é o Injury Severity Score (ISS). Esta avaliação atribui uma pontuação de 0 a 75 com base na gravidade das lesões no corpo humano, dividindo-as em três categorias: A (rosto, pescoço, cabeça), B (torax, abdómen), C (extremidades, exterior, pele). Cada categoria é pontuada de 0 a 5 usando a Escala Abreviada de Lesões, desde sem lesões até lesões críticas, que é depois elevada ao quadrado e somada para criar a ISS. Uma pontuação de 6, para "improvável de sobreviver", pode também ser usada em cada uma das três categorias, e imediatamente calcula o valor final para 75, independentemente dos outros valores. Dependendo da situação no momento da triagem, isto tanto pode indicar que o paciente será o primeiro a receber tratamento, como que não receberá qualquer tratamento em virtude dos recursos serem usados em vítimas com maior hipótese de sobrevivência.
O uso da triagem avançada pode ser necessário quando profissionais médicos decidem que os recursos disponíveis não são suficientes para todas as vítimas. A prioridade do tratamento pode levar em conta o tempo necessário para os cuidados médicos, quantidade de medicamentos ou outros recursos limitados. Isto acontece em desastres como erupções vulcânicas, trovoadas e descarrilamentos. Nestes casos, uma percentagem dos pacientes morrerá, independentemente dos cuidados médicos, devido à gravidade das lesões. Outros viverão se receberem cuidados médicos imediatos, mas morreriam sem eles.
Nestas situações extremas, qualquer cuidado médico prestado a pacientes que morrerão de qualquer forma é considerado um cuidado retirado a outros que poderiam ter sobrevivido (ou terem lesões não permanentes) caso tivessem sido tratados de imediato. Torna-se tarefa das autoridades médicas nestes cenários a categorização de algumas vítimas como não tendo esperança, de forma a evitar tentar salvar uma vida à custa de muitas outras.
Se o tratamento imediato for bem sucedido, o paciente pode melhorar, ainda que temporariamente, o que pode resultar na sua re-categorização para um nível menos urgente a curto prazo. A triagem deve ser um processo contínuo e as categorias devem ser verificadas regularmente de forma a assegurar que a prioridade se mantém correcta. Uma pontuação traumática é obrigatoriamente realizada quando a vítima dá entrada no hospital, sendo feitas avaliações subsequentes de modo a observar quaisquer alterações fisiológicas. Caso seja mantido o registo, o médico do hospital pode ver as várias avaliações desde o momento do acidente, permitindo que o tratamento final seja realizado mais cedo.

### Triagem contínua integrada
A Triagem contínua integrada é uma abordagem à triagem em situações de múltiplas vítimas, que leva em conta tanto as observações fisiológicas como os padrões comportamentais em situações de desastre, que afectam o número de pacientes que procura determinado hospital e a forma como esse hospital responde a essa procura.
A Triagem Contínua Integrada conjuga três formas de triagem com aumento progressivo na especificidade de forma a rapidamente identificar as vítimas de desastre com maior urgência de cuidados, enquanto harmoniza as necessidades de pacientes individuais em relação aos recursos disponíveis. A Triagem Contínua Integrada faz uso de:
- Triagem de grupo (Global), por exemplo triagem M.A.S.S.;[12]
- Triagem fisiológica (Individual), por exemplo S.T.A.R.T.;
- Triagem hospitalar, por exemplo Indíce de Gravidade de Urgência.

Contudo, cada sistema de triagem de grupo, individual ou hospitalar, pode ser usado a cada estágio de avaliação.

### Triagem prática aplicada
Durante os estágios iniciais de um acidente, as primeiras respostas podem ser sobrecarregadas com a dimensão do número de vítimas e de lesões. Uma técnica preciosa para estas situações é o Patient Assist Method (PAM) através do qual os responsáveis podem rapidamente estabelecer um ponto de encontro para vítimas, indicando à multidão, quer por voz ou através de um altofalante, que qualquer pessoa que necessite de tratamento se deve dirigir a esse ponto. Isto permite várias coisas ao mesmo tempo. Identifica pacientes que não estão gravemente feridos para necessitar de tratamento urgente, desobstrui o local do acidente e fornece possíveis ajudantes aos paramédicos. Como os que se podem mover o fazem, os paramédicos podem então perguntar a quem ainda necessite de ajuda para levantar as mãos ou gritar, o que identifica pacientes que estão conscientes, porém impossibilitados de se mover. Desta forma, os paramédicos podem imediatamente observar o número de vítimas que requer auxílio imediato. A partir desse ponto, a equipa é capaz de identificar as situações mais urgentes sem ser distraída ou sobrecarregada pela magnitude da situação. Note-se que este método assume a capacidade auditiva: os surdos ou com a audição danificada podem não conseguir ouvir as instruções.

### Triagem reversa
Para além das práticas correntes de triagem mencionadas anteriormente, há condições em que por vezes os feridos ligeiros são tratados antecipadamente aos feridos graves. Isto pode acontecer, por exemplo, em cenários de guerra em que a situação exija que soldados regressem ao combate o mais cedo possível, ou situações de desastre em que os recursos médicos sejam escassos, de forma a poupar recursos para aqueles que seja provável sobreviverem mas que necessitem de tratamento médico avançado. Outras situações possíveis incluem cenários onde um número significativo de pessoal médico esteja entre as vítimas e em que se torne vantajoso assegurar a sua rápida recuperação de forma a poderem prestar cuidados médicos nos dias seguintes, sobretudo se os recursos forem já escassos. Em acidentes com perigo de afogamento em águas frias, é comum o uso de triagem reversa, uma vez que vítimas de afogamento em água fria sobrevivem mais tempo que as de água quente se prestado suporte básico de vida, e frequentemente aqueles que são salvos e conseguem respirar por si mesmo vão recuperar sozinhos ou com auxílio mínimo.

### Etiquetagem

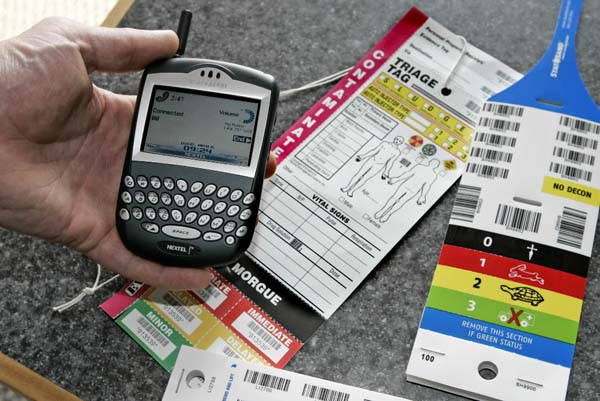
Muitos sistemas de triagem são hoje informatizados

Após a observação inicial por parte do pessoal médico ou paramédico, cada vitíma deverá ser etiquetada com um dispositivo designado por etiqueta de triagem. Isto identifica o paciente e o seu diagnóstico e identifica também a prioridade do paciente em relação ao tratamento médico e à evacuação do local do acidente. As etiquetas de triagem apresentam-se em múltiplas variedades. Alguns países usam um padrão nacional único para as etiquetas, enquanto noutros são usadas etiquetas comerciais, variando o modelo em cada jurisdição. Os modelos comerciais mais amplamente usados incluem o METTAG, o SMARTTAG, o E/T LIGHT e o CRUCIFORM. Os sistemas de etiquetagem mais avançados incluem marcadores especiais para indicar se as vitímas foram ou não contaminadas com materiais nocivos, bem como tiras destacáveis para localização do movimento dos pacientes durante o processo. Alguns destes sistemas de localização estão a começar a incorporar o uso de computadores de mão, e nalguns casos códigos de barras. Contudo, caso não estejam disponíveis ou não haja em quantidade suficiente etiquetas de triagem, as vitímas podem simplesmente ser marcadas com recuros a fita colorida ou marcadores de feltro.

### Subtriagem e sobretriagem
Subtriagem é o processo de subestimar a gravidade de uma lesão. Um exemplo dá-se quando se categoriza um paciente com prioridade 1 (imediata) como prioridade 2 ou 3. É aceitável uma margem de subtriagem de cerca de 5% ou menos. Sobretriagem é o processo de sobrestimar o nível de gravidade de uma lesão da vítima. Um exemplo dá-se quando se categoriza um paciente de prioridade 3 (mínima) como 2 ou 1. Têm sido considerados níveis aceitáveis de sobretriagem 50% ou mais, numa tentativa de evitar a subtriagem. Alguns estudos sugerem que a sobretriagem tem menos hipóteses de ocorrer quando a triagem é efectuada por uma equipa médica hospitalar em vez de paramédicos ou equipas de resposta rápida.

## Desfecho da triagem

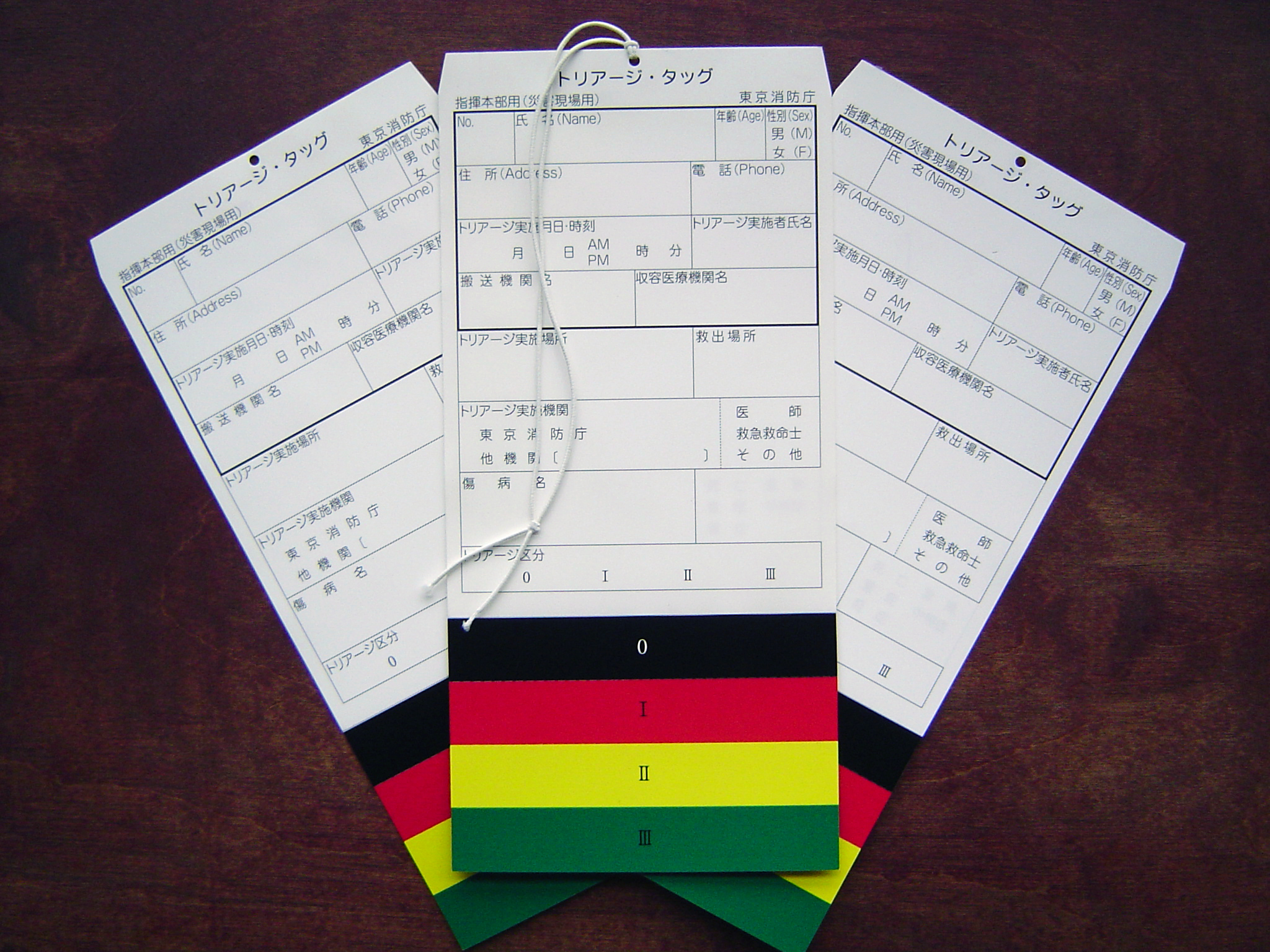
Sistema METTAG em Japonês

### Evacuação
A triagem simples identifica quais as pessoas que requerem tratamento médico avançado. No campo, a triagem também define prioridades nas evacuações para os hospitais.
No método S.T.A.R.T. as vítimas devem ser evacuadas da seguinte forma:
- Mortos são deixados no local de óbito, cobertos se necessário. Note-se que neste método ninguém é categorizado como falecido excepto se não estiver a respirar e os esforços de reanimação não tenham tido sucesso.
- Imediato ou prioridade 1 (vermelha) são evacuados por helicóptero ou ambulância, uma vez que precisam de cuidados avançados imediatamente ou no prazo de uma hora. Estes pacientes encontram-se em estado crítico e morreriam sem assistência médica emergente.
- Protelado ou prioridade 2 (amarelo) podem ver a sua evacuação adiada até todas as vítimas de prioridade 1 terem sido transportadas. Estes pacientes estão estáveis mas requerem assistência médica.
- Secundário ou prioridade 3 (verde) não são evacuados até terem sido transportados todos os pacientes com grau superior. São pacientes que não necessitam de atenção médica avançada pelo menos nas horas seguintes e encontram-se aptas a caminhar, apenas necessitando de curativos.

As vítimas que não respiram mesmo depois de liberar as vias aéreas são chamadas de "código preto", e as vítimas que estão com sinais evidentes de morte tais como decapitação, separação do tronco, esmagamento completo da cabeça e tórax e carbonização são denominadas de "código branco".

### Instalações médicas alternativas
Instalações médicas alternativas são locais montados para o tratamento de um grande número de pacientes, ou locais que podem ser escolhidos para tal. Nos exemplos inclui-se escolas, recintos desportivos e terrenos de dimensão considerável que podem ser preparados e usados para o tratamento, alimentação e abrigo de um número elevado de vítimas de um desastre. Estas instalações provisórias são normalmente desenvolvidas em cooperação com o hospital local, que vê nelas uma estratégia de resposta a surtos de afluência. Enquanto os hospitais se mantêm como o destino preferencial de todas as vítimas, durante um acidente de grandes proporções estas instalações podem ser necessárias de forma a acolher pacientes de menor gravidade e libertar o hospital para casos mais graves sem correr o risco de sobrelotação.

### Triagem secundária hospitalar
Em sistemas avançados de triagem, a triagem secundária é normalmente aplicada por paramédicos, médicos militares, ou por enfermeiras nos serviços de urgência hospitalares durante desastres. As vítimas são distribuídas por cinco categorias:
- Preto / expectante: lesões de tal forma graves que o paciente morrerá em horas ou dias (queimaduras extensas, trauma grave, dose letal de radiação), ou se encontra numa situação de vida ou de morte em que é improvável a sobrevivência sem os recursos necessários (paragem cardíaca, choque séptico, lesões graves na cabeça ou tronco). Devem ser transportados para uma área isolada e serem administrados analgésicos se necessário, de forma a reduzir o sofrimento.
- Vermelho / imediato: requerem cirurgia imediata ou outra intervenção critica, e são a primeira prioridade no transporte para instalações mais completas; não podem esperar, mas é provável a sua sobrevivência sem tratamento imediato.
- Amarelo / observação: a sua condição é estável no momento, mas requer observação de pessoal especializado e re-triagem frequente, precisando de cuidados médicos, que receberiam imediatamente em situações regulares.
- Verde / em espera (paciente ambulatório): requer atenção médica no prazo de horas ou dias, mas não imediatamente; pode estar sujeito à espera por várias horas ou ser dito para esperar em casa (lesões ósseas sem fractura exposta, lesões menores dos tecidos).
- Branco / dispensado (paciente ambulatório): lesões menores; curativos e cuidados em casa são suficientes, não sendo necessário apoio médico (cortes, escoriações, queimaduras menores).

Algumas lesões debilitantes, ainda que não constituam uma ameaça de vida, podem subir na escala de prioridades como resultado das especialidades disponíveis. Em tempo de paz, a maior parte das amputações pode ser categorizada como vermelha, uma vez que a ligação cirúrgica deve ser feita numa questão de minutos, embora provavelmente a vítima não morra sem um membro.

## Implicações bioéticas da triagem
As preocupações bioéticas têm desempenhado um papel de relevo na tomada de decisões relativamente aos sistemas de triagem, como a atribuição de pulmões de aço durante o surto de poliomielite na década de 1940 e das máquinas de diálise durante a década de 1960. À medida que os sistemas de saúde no mundo desenvolvido se preparam para uma esperada pandemia de gripe, mantém-se o debate em torno da eventual triagem de pacientes e do racionamento de cuidados de saúde. As mesmas questões podem ser também colocadas em relação aos paramédicos no terreno durante os estágios iniciais de acidentes com múltiplas vítimas, quando para um vasto número de pacientes apenas existe um número muito limitado de prestadores de cuidados e recursos.

### Racionamento de respiradores
Durante uma eventual pandemia de gripe prevê-se que, à medida que os centros de saúde fiquem sobrelotados, ocorra a escassez de equipamento fundamental, como respiradores ou medicamentos. Pode também dar-se a quebra da linha de fornecimento. Terão de ser determinados métodos para decidir quem terá acesso ou não a tecnologias que salvam vidas. Por exemplo, caso um serviço de urgência tenha todos os seus três ventiladores em uso por pacientes idosos com gripe, que não sobrevivem sem ele, como deve reagir o hospital quando os paramédicos trouxerem um paciente novo, de outra forma saudável, mas para o qual não há um ventilador disponível? Uma preocupação semelhante ocorre no caso de pacientes crónicos de longa data, e se deverão ser removidos do suporte de vida de modo aos ventiladores serem usados em pacientes agudos.
Um grupo de trabalho orientado pelo psiquiatra Tia Powell propôs em 1997 uma série de orientações para esta eventual triagem. A equipa excluiu certos grupos de pacientes da elegibilidade para o suporte de vida durante uma pandemia: aqueles com cancro metastático, danos cerebrais graves, múltiplas mazelas cardíacas e falência de órgãos. Entre os excluídos encontram-se pacientes de diálise. O bioético Jacob Appel da Universidade de Nova Iorque questionou a exclusão automática de pacientes de diálise e a decisão do grupo em não incluir os respiradores de lares de terceira idade entre as máquinas disponíveis para a triagem. O perito em medicina de emergência Art Kellerman argumenta que "esta forma de pensamento, por mais assustadora ou repugnante que possa ser, é absolutamente essencial e muito melhor conseguida agora do que sob pressão no cenário de uma pandemia."
A investigação continua em formas de tratamento alternativas, e vários centros propõem modelos de apoio às decisões médicas para situações do género. Alguns destes modelos são puramente éticos, enquanto outros tentam usar outras formas de classificação clínica do paciente como métodos para uma triagem padrão.